# Tarek Mitri
Tarek Mitri, né le 16 septembre 1950 à Tripoli, est un homme politique et intellectuel libanais.
Grec orthodoxe, il participe à de nombreuses initiatives mondiales de dialogue inter-religieux. Écrivain, il a publié de nombreux ouvrages dont le dernier est consacré aux négociations diplomatiques, relatives à la guerre de 2006 au Liban.

## Biographie
Tarek Mitri est actuellement recteur de l’université Saint Georges de Beyrouth. Ancien directeur de l’Institut Issam Fares pour les politiques publiques et les relations internationales (en) à l’université américaine de Beyrouth, il a été le représentant spécial du secrétaire général des Nations unies pour la Libye, après avoir servi dans quatre gouvernements libanais successifs comme ministre de l’Environnement, la Réforme administrative, la Culture, l’Information et, par intérim, des Affaires étrangères.
Il a travaillé dans plusieurs organisations régionales et internationales comme spécialiste des questions interreligieuses et a été professeur, ou professeur invité, dans plusieurs universités libanaises, européennes et américaines. 
Il est l’auteur de livres et articles sur le monde arabe, les rapports entre le religieux et le politique et le dialogue interreligieux et interculturel.

## Ouvrages
- Les Chrétiens du Monde Arabe et les Musulmans, Dar Annahar 2005.
- Les chemins rudes, deux ans en Libye, Dar Riad al Rayiss 2015.
- "Madinah ala Jabal". Dar Annahar, Beirut. 2004.
- Au nom de la Bible, au nom de l'Amérique. Labor et Fides. 2004. (ISBN 2830911385) -  (ISBN 978-2830911381)
- (Ed.)Religion Law and Society, A Christian-Muslim Discussion, WCC/KOK Pharos, Geneva/Amsterdam, 1995.
- (Ed.)Religion and Human Rights, A Christian-Muslim Discussion, WCC, Geneva, 1997.

## Liens Externes
- Notices d'autorité :   - VIAF
  - ISNI
  - BnF (données)
  - IdRef
  - LCCN
  - GND
  - Pays-Bas
  - Israël
  - NUKAT
  - Norvège